# Ил-40
Ил-40 (по кодификации НАТО: Brawny — «Мускулистый») — советский реактивный штурмовик.
Из-за проблем на лётных испытаниях, связанных с остановкой двигателей при стрельбе из носовых пушек, постановка в производство была сначала приостановлена, а затем (в апреле 1956 года) и вовсе прекращена из-за отказа ВВС СССР от штурмовой авиации.

## История разработки
В конце 1940-х годов КБ Ильюшина разработало принципиально новый Ил-20, тяжелобронированный штурмовик с поршневым двигателем М-47. Однако общий переход на реактивную авиацию и постановка в серию реактивного бомбардировщика Ил-28 помешали его дальнейшему совершенствованию. Летом 1949 года ОКБ-240 предложило разработать штурмовик Ил-40, построенный на базе двух двигателей ТВ-2, однако проект был отклонён ВВС. Тем не менее, в 1950—1951 году был составлен эскизный проект реактивного штурмовика, построенного на базе двух турбореактивных двигателей АМ-5 к тому времени хорошо освоенных в производстве. Вдобавок, война в Корее показала необходимость в самолёте непосредственной огневой поддержки, и 1 февраля 1952 года Совет Министров СССР постановил разработать реактивный штурмовик Ил-40. Тактико-технические требования ВВС к Ил-40  были выданы главному конструктору самолёта 26 февраля 1952 года, оно предполагало создание самолёта, способного развивать скорость до 850 км/час на высоте 1000 м, взлетать с разбегом не более 750 м, нести артиллерийское, ракетное и бомбовое вооружение, иметь двухчленный экипаж и два турбореактивных двигателя АМ-5Ф в качестве силовой установки. Защита эскизного проекта прошла через 20 дней, а через год с небольшим прошла выкатка самолёта.
Ил-40 совершил свой первый полёт 7 марта 1953 года. Пилотировал при этом его Владимир Коккинаки. Лётные испытания проходили нормально, однако при стрельбе выяснилось, что шесть пушек НР-23 при стрельбе очередями вызывали остановку двигателей из-за попадания пороховых газов в двигатели. Газовые камеры с управляемыми створками при этом не помогали. После замены их на четыре пушки ТКБ-495А конструкции Афанасьева проблема была устранена: стрельба очередями больше 80 выстрелов всё ещё вызывала перебои, однако не приводила к остановке двигателей.
В ходе государственных испытаний, проводившихся с января по март 1954 года, было установлено, что Ил-40 являлся довольно простым в пилотировании самолётом: лётчикам, освоившим МиГ-15, не составляло большого труда переучиться на Ил-40. Тем не менее, на низких скоростях управляемость самолёта оставляла желать лучшего. В ходе испытаний заказчик предъявил ряд пожеланий: улучшить управляемость, ликвидировать вероятность помпажа из-за попадания пороховых газов в воздухозаборники, повысить бомбовую нагрузку до 1400 килограммов. Однако в соответствии с постановлением правительства от 16 октября 1954 года Ил-40 запустили в серийное производство. Тем же постановлением КБ Ильюшина обязали представить ещё один опытный экземпляр с двигателями АМ-09.

### Подготовка серийного производства
Эскизное проектирование второго прототипа КБ начало в инициативном порядке после того, как стало ясно, что требования заказчика влекли за собой необходимость в радикальном изменении облика самолёта. В результате второй прототип, Ил-40П, внешне очень сильно отличался от первого. Воздухозаборники двигателей были выведены в переднюю часть фюзеляжа, в результате чего самолёт приобрёл характерный «ноздреватый» вид. 19 августа 1953 года В. К. Коккинаки выполнил на ней первый полёт. Параллельно в Ростове-на-Дону, на заводе № 168 начали перестройку производственной линии под Ил-40, хотя утверждённого образца самолёта ещё не существовало. В 1955 году было принято вооружить штурмовик опытными ПТРК «Гроза», однако установить на самолёт изготовленные образцы системы так и не успели.
В 1956 году стало ясно, что завод № 186 не сможет выполнить план даже за прошлый год из-за неопределённых результатов лётных испытаний. 13 апреля все работы по Ил-40 были приостановлены, а уже 29 апреля 1956 года вышла директива Министерства Обороны СССР № 30660 о ликвидации штурмовой авиации как рода войск.
Место штурмовиков должна была занять истребительно-бомбардировочная авиация — новая военная доктрина учитывала возможность применения тактического ядерного оружия и по иному рассматривала функции ВВС над полем боя.
В связи с этим все работы по Ил-40 были прекращены.
Летом Ил-40 установочной партии был показан Г. К. Жукову, впрочем, никакого результата данный показ не принёс. Летом 1956 года на аэродроме в Кубинке Ил-40 продемонстрировали делегации ВВС США, прибывшей в Москву на празднование Дня Воздушного Флота. А после посещения Н. С. Хрущевым ростовского завода № 186 готовые Ил-40 и вся оснастка для их производства были пущены под пресс, а завод был передан ракетчикам.
И лишь спустя два десятилетия, анализируя действия авиации в многочисленных локальных конфликтах, ВВС вновь признали необходимость в самолётах непосредственной поддержки сухопутных войск.
Наработки, полученные в ходе испытаний Ил-40, впоследствии были применены на созданном в инициативном порядке Ил-102. Для сравнения, в США в то же время, середина 1950-х годов, на вооружение ВМС был принят лёгкий палубный штурмовик А-4 «Скайхок», прослуживший в строевых частях более 25 лет и широко применявшийся практически во всех локальных вооружённых конфликтах 1960-х, 1970-х и 1980-х годов.
По данным ОКБ Ильюшина преимущества самолёта-штурмовика двухместной схемы наглядно показали боевые действия в Афганистане. На данном ТВД одноместные боевые самолёты, участвовавшие в штурмовке наземных целей, поражались огнём ПЗРК, которые стреляли им вдогон. А устаревшие бомбардировщики Ил-28 с кормовой пушечной установкой после выхода из атаки уничтожали приготовившихся к пуску ракет операторов ПЗРК огнём задней пушки. Самолёты Ил-28 практически не имели потерь от этого средства ПВО наземных войск. История самолёта Ил-40 во многом повторяет начальный этап судьбы его знаменитого предшественника — самолёта Ил-2.

## Конструкция
Самолёт сконструирован по нормальной аэродинамической схеме. Представляет собой цельнометаллический моноплан (низкоплан) со стреловидным крылом (угол стреловидности 35°) и оперением и трёхколёсным шасси, в первоначальном варианте два двигателя располагались в мотогондолах по обеим сторонам фюзеляжа. Крыло двухлонжеронное. Центроплан имел отклоняемый посадочный щиток, а консоли снабжались выдвижными закрылками ЦАГИ.
В соответствии с принятой в ОКБ Ильюшина традицией проектирования самолётов-штурмовиков, основой фюзеляжа являлся силовой бронекорпус, включавший в себя кабины экипажа, шесть топливных баков общей ёмкостью 4285 л, и частично радиоаппаратуру и электрооборудование. В разработке конструкции бронекорпуса активное участие принимал В. М. Германов. Бронирование корпуса дифференцированное, выполнено в соответствии со схемой, предусмотренной требованиями ВВС. Защита лётчика (поперечная) с передней полусферы от пушечного огня истребителей (20-мм пушка HS-404, бронебойный снаряд) обеспечивалась 10-мм бронеперегородкой кабины и 124-мм лобовым бронестеклом в неподвижном козырьке фонаря. Боковые стекла козырька толщиной по 68 мм.
От огня с верхней и задней полусфер лётчика защищали 8-мм бронелист на сдвижной части фонаря и 16-мм бронезаголовник сиденья. Продольная броня бронекорпуса (гомогенная стальная КВК-2 толщиной от 4 до 8 мм) обеспечивала защиту от наземного огня 12,7-мм пулемётов и осколочных снарядов 20-мм авиапушек.
Борт кабины лётчика толщиной 8 мм, борт кабины стрелка 4 мм. Задняя бронеперегородка кабины лётчика граничила с отсеком топливных баков, разделявшим обе кабины. Бронированы оба двигателя, установкой бронещитков толщиной 4 мм со стороны днища и бортов. Кроме того, в дополнении к указанной схеме на самолёте установлены бронедетали: на сиденье лётчика — спинка, чашка и заголовник из стальной гомогенной брони КВК-2 толщиной 6 мм;
— на сиденье стрелка — заголовник из стальной брони КВК-2 и чашка из дюралюминия Д16Т толщиной 6 мм.
Общая масса брони, включая бронестекло, составляла 1918 кг.
Кабины лётчика и стрелка негерметичные, оборудованы катапультируемыми сиденьями: лётчик катапультировался вверх-назад под углом 16 градусов, а стрелок — вверх-вперёд под углом 9 градусов.
По результатам Государственных испытаний сделан вывод, что Ил-40 имел «чрезмерно заднюю центровку», что усложняло выполнение руления, взлёта и посадки. Авионика самолёта включала в себя две радиостанции, автоматический радиокомпас АРК-5, ответчик «свой — чужой», радиовысотомер РВ-2, маркерный приёмник МРП-48П, аэрофотоаппараты НАФА и АФА 33/75, позволявшие самолёту совершать аэрофотосъёмку местности.

## Вооружение
Вооружение Ил-40 зависело от варианта. Первый прототип был изначально вооружён шестью НС-23, впоследствии заменёнными четырьмя АМ-23. Второй нёс исключительно пять АМ-23: четыре под передней частью фюзеляжа и ещё одна — в дистанционно управляемой турели. Второй прототип мог нести до 1400 килограмм бомб, обеспечивалась возможность пуска НАР С-21.

## Варианты
- Ил-40-1 — первый прототип.
- Ил-40-2 (Ил-40П) — второй прототип с изменёнными воздухозаборниками.
- Ил-40К — самолёт-корректировщик, вооружение не предусматривалось, устанавливалась передняя гермокабина для артиллерийского наводчика, а также установка более мощных радиостанций. Прототип не был достроен[10].
- Ил-40У — учебно-тренировочный.
- Ил-40Т — торпедоносец. Ударное вооружение отсутствует, изменена форма фюзеляжа, предусмотрено остекление передней части фюзеляжа по типу Ил-40К. Работы прекращены на «бумажной» стадии[10].

## Тактико-технические характеристики
- Размах крыла: 17,0 м
- Длина самолёта: 17,22 м
- Высота самолёта: 5,76 м
- Площадь крыла: 54,1 м²
- Масса
  - пустого самолёта: 12 190 кг
  - нормальная взлётная: 16 600 кг
  - максимальная взлётная: 17 600 кг
  - Масса бронирования: 1918 кг или 11,55 % нормальной взлётной массы
- Топливо
  - внутреннее: 3300 кг
  - ПТБ: 1150 кг
- Тип двигателя: 2 × ТРД РД-9В
- Тяга
  - номинальная:  2 × 2150 кгс
  - максимальная: 2 × 3300 кгс
- Максимальная скорость
  - у земли: 993 км/ч
  - на высоте: 954 км/ч
- Практическая дальность: 1300 км
- Боевой радиус действия: 400 км
- Практический потолок: 11 200 м
- Максимальная эксплуатационная перегрузка: 5,5 g
- Экипаж: 2 человека
- Вооружение: 5 × 23-мм пушки АМ-23 (4 с боезапасом по 225 патронов на едином подфюзеляжном лафете, поворотном в вертикальной плоскости и одна кормовая установка с одной пушкой (боезапас 200 патронов) с дистанционным управлением)
  - Бомбовая нагрузка: 1000 кг (1400 кг максимальная)
  - Бомбы и НАР на внешней подвеске.

## Оценка проекта
Как пишет Олег Растренин, оперирующий рассекреченными документами Управления ВВС Минобороны СССР, в то время (первая половина 1950-х гг.) задача достижения конкретных показателей боевой эффективности в требованиях к перспективным самолётам не ставилась, поскольку представление о них у большинства специалистов ВВС, МАП и авиационных НИИ было весьма смутным.
ВВС планово наращивали требования по боевой эффективности (т.ч. боевой живучести), опираясь на опыт минувшей войны, а ОКБ добросовестно воплощало эти требования в металле, не всегда основываясь на прогнозе развития вооружения истребительной авиации и средств ПВО противника. В частности не было учтено изменения состава средств поражения авиационного вооружения и наземных систем ПВО, после окончания войны в Корее, относительно заданных ТТТ ВВС 1948 года (20-мм бронебойный снаряд иностранной пушки Hispano-Suiza и 12,7-мм бронебойные пули авиационных пулемётов Colt Browning).
Между тем, в период проведения лётных испытаний и подготовки производства Ил-40 уже проходили расширенные испытания ракетных систем войсковой ПВО «Хок» и авиационной УР Sidewinder, которые по дальности стрельбы и эффективности поражающего действия многократно превосходили упомянутое стрелково-пушечное вооружение. ВВС по прежнему рассчитывали получить на вооружение самолёты-штурмовики, у которых экипаж состоял из лётчика и воздушного стрелка.
В начале апреля 1956 года министр обороны маршал Г. К. Жуков в соответствии с поручением ЦК КПСС представил на рассмотрение подготовленный Генеральным штабом Вооружённых сил СССР и согласованный с Главным штабом ВВС доклад о состоянии и перспективах развития штурмовой авиации. В нём утверждалось, что самолёт Ил-40 при постановке его на вооружение ВВС не решит всех задач непосредственной авиационной поддержки войск, поскольку обладает незначительной нормальной бомбовой нагрузкой (400 кг) и небольшим радиусом действия на малых высотах. В то же время рост эффективности войсковой системы противовоздушной обороны приведёт к большим неоправданным потерям штурмовиков Ил-40, несмотря на их мощное бронирование. В этой связи предлагалось задачи поддержки и сопровождения войск в бою и операции решать фронтовыми бомбардировщиками и истребителями в ударном варианте вооружения.

### Сноски
1. ↑  Здесь следует иметь в виду, что в период с августа 1953 года по октябрь 1954-го в СССР было проведено восемь испытаний тактических ядерных боеприпасов в «категории» авиационных бомб (мощностью от 0,03 до 28 кт) для применения фронтовыми ударными самолетами. То есть тактическая авиация получала ядерную компоненту. Непосредственная авиационная поддержка войск на поле боя в глазах высшего военного и политического руководства страны в основном утратила свое значение — см. О. В. Растренин «Летающие танки» Ильюшина. Наследники Ил-2. Наследники Ил-2. — «Яуза», 2018 — (Война и мы. Авиаколлекция). ISBN 978-5-04-089216-7, с. 366.
2. ↑  Согласно тактико-техническим требованиям ВВС к Ил-40 с двумя двигателями АМ-5ф Система боевой живучести должна была обеспечивать защиту экипажа и наиболее важных агрегатов самолета от поражения осколками зенитных снарядов, пулеметным (12,7 мм) и пушечным (20 мм) огнем и состоять из металлической и прозрачной брони, протектора на топливных баках и системы заполнения углекислым газом топливных баков и отсеков, в которых они располагаются. При этом суммарный вес брони определялся в 1770 кг, концентрация СО2 в надтопливном пространстве баков — не менее 23 процентов, см. О. В. Растренин, 2018, с. 333.
3. ↑  Как показали события последующего десятилетия, пушка Hispano-Suiza реактивных истребителей Великобритании и Франции очень быстро уступила место высокотемпным револьверным пушкам ADEN и DEFA, 30-мм фугасный снаряд которых более эффективно работал по авиационным конструкциям.